# Rouwkolibrie
De rouwkolibrie (Florisuga fusca) is een vogel uit de familie Trochilidae (kolibries).

## Verspreiding en leefgebied
Deze soort komt voor van zuidoostelijk Brazilië tot noordelijk Uruguay, oostelijk Paraguay en noordoostelijk Argentinië.